# کایل نواچک
کایل نواچک (به انگلیسی: Kyle Newacheck) نویسنده، کارگردان، تهیه‌کننده و بازیگر آمریکایی است. او یکی از سازندگان نمایش کمدی سنترال معتاد به کار بود. همچنین او تهیه‌کننده و کارگردان سریال ترسناک کمدی آنچه در تاریکی انجام می‌دهیم می‌باشد.
نواچک همچنین یک بازیکن حرفه‌ای پیکلبال است که با تیم حرفه ای در حال ظهور بنام (سلکرک) قرارداد امضا کرده است. او اصالتاً اهل کنکورد، کالیفرنیا نواچک است، در سال ۲۰۰۴ با مدرک تدوین از مدرسه فیلم لس آنجلس فارغ‌التحصیل شد.

## فیلم‌شناسی

### آثار کارگردانی در سینما
- بازی تمام شد مرد! (۲۰۱۸)
- راز جنایت (۲۰۱۹)
- هپی گیلمور ۲ (۲۰۲۵)